# Bungarus
A Bungarus a hüllők (Reptilia) osztályába a  pikkelyes hüllők (Squamata) rendjébe és a mérgessiklófélék (Elapidae) családjába tartozó nem.

## Rendszerezés
A nembe az alábbi fajok tartoznak:
- Bungarus andamanensis
- Bungarus bungaroides
- közönséges krait (Bungarus caeruleus)
- bungárkígyó (Bungarus candidus)
- Bungarus ceylonicus
- gyűrűszalagos krait (Bungarus fasciatus)
- Bungarus flaviceps
- Bungarus lividus
- Bungarus magnimaculatus
- Bungarus multicinctus
- Bungarus niger
- kék krait (Bungarus sindanus)